# Собор Христа (Уотерфорд)
Собор Христа (англ. Christ Church Cathedral) — англиканский собор Церкви Ирландии в Уотерфорде, Ирландия. Ранее собор диоцеза Уотерфорда, сейчас является одним из шести соборов объединённого диоцеза Кашела и Оссори.

## История
Первая церковь на этом месте была построена в XI веке. В 1170 году здесь состоялась свадьба Ричарда де Клера, 2-го графа Пембрука («Стронгбоу») и Айфы, дочери короля Лейнстера Диармайта Мак Мурхады. В 1210 году церковь снесли и возвели готический собор. Во время Реформации собор Христа был конфискован англиканами, а католикам пришлось искать другое место для проведения месс.
В XVIII веке городской совет рекомендовал епископу возвести новое здание. Архитектором был выбран Джон Робертс, который также спроектировал католический собор и бо́льшую часть георгианского Уотерфорда.
Во время сноса старого собора в 1773 году была обнаружена серия средневековых облачений для литургий. Тогдашний англиканский епископ преподобный Ричард Ченевикс подарил их своему римско-католическому коллеге Питеру Кри; сейчас они выставлены в Уотерфордском музее сокровищ и Национальном музее в Дублине.